# Список умерших в 1179 году

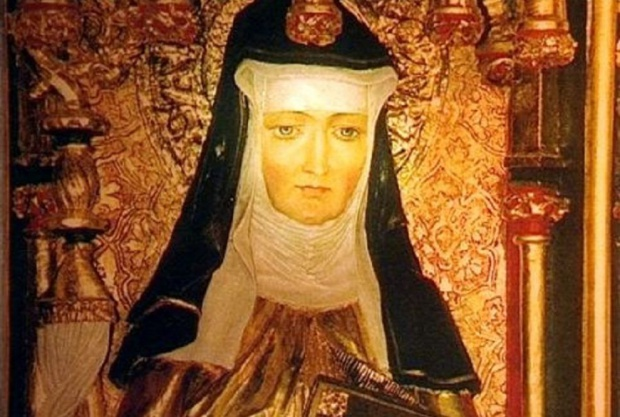
Хильдегарда Бингенская

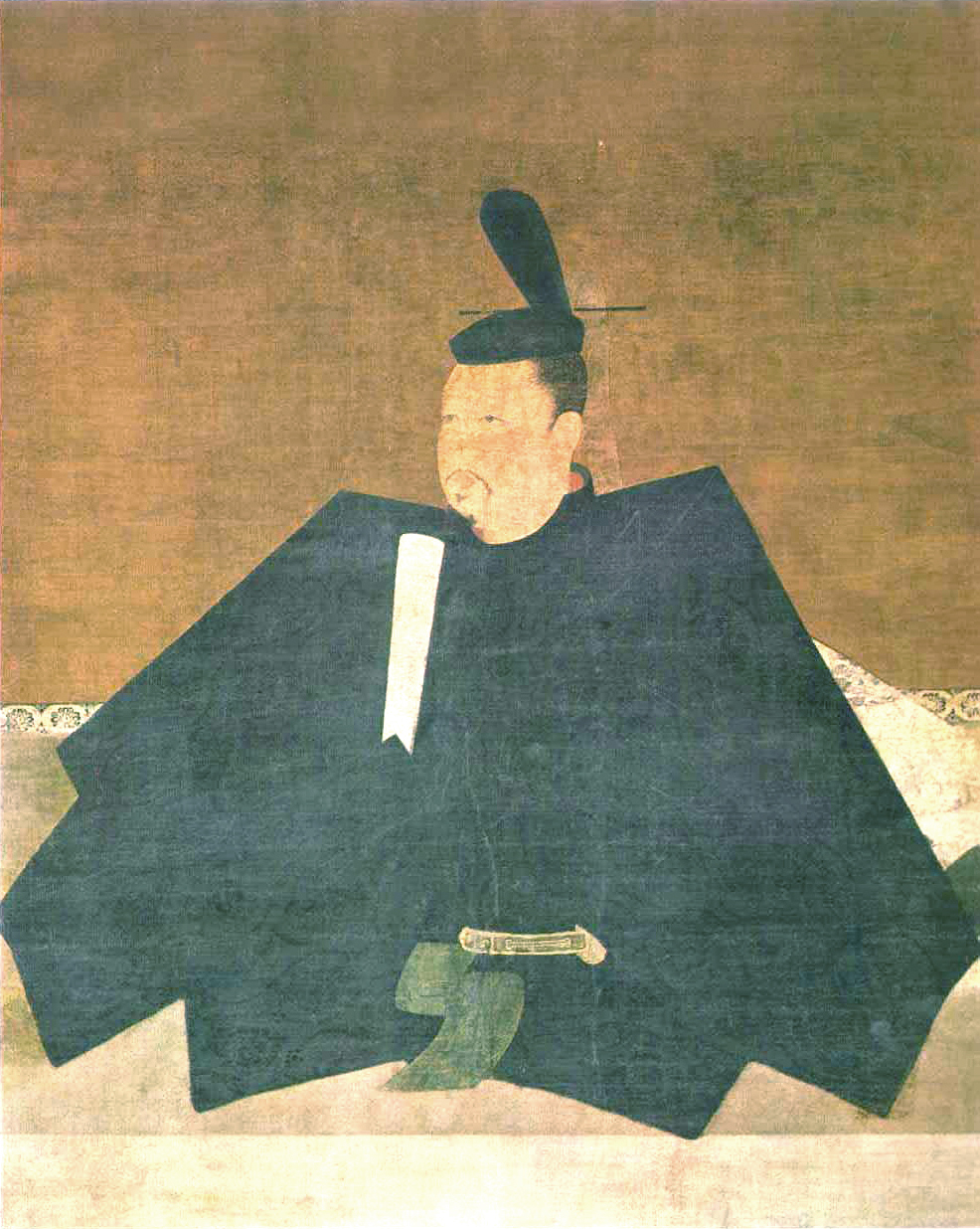
Тайра Сигэмори

В этой статье представлен список известных людей, умерших в 1179 году.
См. также: Категория:Умершие в 1179 году

## Январь
- 17 января — Хайса Байса, арабский поэт.
- 31 января — Бедржих из Путтендорфа[нем.] — епископ Праги (1168—1179).

## Февраль
- 25 февраля — Аделелм[англ.] — лорд-казначей Англии (ок.1136—1139)

## Июнь
- 1 июня — Ришар де Боон[фр.] — епископ Кутанса (1151—1179).
- 19 июня — Эрлинг Скакке («Кривой») — норвежский ярл, отец конунга Магнуса V Эрлингссона. Погиб в битве при Кальвскиннете.

## Июль
- 14 июля — Ричард де Люси — юстициарий Англии (1154—1179)

## Август
- 5 августа — Санча Кастильская — королева-консорт Наварры (1157—1179), жена Санчо VI Мудрого.
- 7 августа — Гильом VI — граф Ангулемский (1140—1179)
- 9 августа — Роджер[англ.] — епископ Вустера (1163—1179)
- 17 августа — Роман II фон Лейбниц[нем.] — епископ Гурка (1174—1179)
- 20 августа — Вильгельм Омальский Толстый — англонормандский аристократ, граф Омальский и сеньор Холдернесс (1127—1179), первый и единственный граф Йорк (1138—1154), активный участник гражданской войны в Англии 1135—1154 годов на стороне Стефана Блуаского.

## Сентябрь
- 17 сентября — Хильдегарда Бингенская — немецкая монахиня, настоятельница монастыря в долине Рейна. Автор мистических трудов, религиозных песнопений и музыки к ним, а также трудов по естествознанию и медицине. Одна из четырёх женщин, удостоенных титула Учитель Церкви.
- 22 сентября — Кадваллон ап Мадог — Правитель Майлиэнидда, Правитель Элфаэла (1176—1179), убит.
- 25 сентября — Роже де Балье — аббат Ле-Бек (1149—1179), архиепископ Кентерберийский[1] (1173)
- 27 сентября — Гиомар III — виконт Леона (1168—1179).

## Октябрь
- 8 октября — Одо де Сент-Аман — Великий магистр ордена тамплиеров (1171—1179). Умер в плену в Дамаске.

## Декабрь
- 11 декабря — Давид Химмерод[нем.] — итальянско-немецкий монах и мистик, святой римско-католической церкви, покровитель женщин, страдающих бесплодием.

## Дата неизвестна или требует уточнения
- Абдул-Халик Гидждувани — духовный наставник — муршид, является десятым духовным звеном в золотой цепи преемственности шейхов тариката Накшбандийя, выдвинул одиннадцать принципов тариката. Дата смерти предположительна.
- Авраам бен Исаак из Нарбонны — провансальский раввин, учитель и еврейский религиозный писатель, комментатор талмуда
- Баллала Сена[англ.] — правитель Бенгалии из династии Сена (1159—1179).
- Гуго II де Бо, сеньор де Бо (1150—1170).
- Каликст III, антипапа (1168—1177).
- Мария Мстиславна, великая княгиня, жена великого князя Киевского Всеволода Ольговича, дочь великого князя Киевского Мстислава Владимировича и шведской принцессы Христины.
- Морикотти, Эррико — кардинал-священник Санти-Нерео-э-Акиллео (1150—1179)
- Онфруа II де Торон — лорд Торона (1137—1179), лорд Баниаса (1148—1157), лорд Хеврона (1149—1177), коннетабль Иерусалимского Королевства (1153—1179). Умер от ран, полученных в бою.
- Султан Муджафар Шах[англ.] — последний индуистский правитель Кедаха, основатель и первый султан Кедахского султаната (1136—1179)
- Сюнкан — японский монах, принявший участие в смуте Сисигатани, заговоре против «Тайра-но Киёмори, персонаж Повесть о доме Тайра» и более поздних произведений. Покончил жизнь самоубийством в ссылке путём голодовки.
- Тайра Сигэмори — старший сын Тайра Киёмори, активный участник войн Тайра и Минамото, важный персонаж «Сказания о доме Тайра», родоначальник рода Ода
- То Хьен Тхань — политический деятель вьетнамской империи Ли, регент империи (1175—1179)